# Giacomo Losi
Giacomo Losi (ur. 10 września 1935 w Soncino, zm. 4 lutego 2024), włoski piłkarz, obrońca. Długoletni zawodnik Romy. Nosił przydomek Core De Roma.
Wychowywał się w młodzieżowych drużynach Soncino oraz Cremonese, jednak dorosłą karierę związał tylko z jednym klubem - w Romie grał w latach 1955–1969. Przez 9 sezonów (1959–1968) pełnił funkcję kapitana zespołu, do niego należy rekord rozegranych w barwach Giallorossi spotkań w Serie A (386). Łącznie wystąpił w 450 meczach, na liście rekordzistów wyprzedził go dopiero Francesco Totti. Poprowadził Romę do triumfu w Coppa Italia (1964 i 1969) oraz Pucharze Miast Targowych (1961).
W reprezentacji Włoch zagrał 11 razy. Debiutował 13 marca 1960 w meczu z Hiszpanią. Brał udział w MŚ 62 - zagrał w dwóch spotkaniach.